# While Paris Sleeps (1923)
While Paris Sleeps is een stomme film uit 1923 onder regie van Maurice Tourneur. De film werd 1920 al gemaakt, maar had een vertraagde uitgave.

## Verhaal
De film gaat over een beeldhouwer die verliefd wordt op zijn model. Het model is echter geïnteresseerd in een model, waardoor de beeldhouwer jaloers wordt. Al snel verzint hij een complot om de man te vermoorden.

## Rolverdeling
| Acteur               | Personage      |
| -------------------- | -------------- |
| Lon Chaney           | Henri Santodos |
| Mildred Manning      | Bebe Larvache  |
| John Gilbert         | Dennis O'Keefe |
| J. Farrell MacDonald | George Morier  |